# وامق و عذرا
وامق و عذرا از عشاق مشهور ادب پارسی هستند. داستان عشق این دو، سرچشمهٔ یونانی دارد.داستان وامق و عذرا 

## پیشینه ادبی
عنصری ملک الشعرای دربار غزنوی، قدیمی‌ترین شاعر پارسی گویی است که در سدهٔ پنجم هجری، وامق و عذرا را در بحر متقارب به قالب مثنوی منظوم درآورده است. بیرونی منظومه عنصری را به عربی ترجمه کرده‌است. در سده‌های بعد دیگران نیز از جمله قتیلی بخارایی، شعیب‌جوشفانی، صلحی خراسانی، نامی اصفهانی به پیروی از عنصری منظومه‌های با همین عنوان سروده‌اند.
این داستان از یونانی به سریانی و بعدها در زمان خسرو انوشیروان به پارسی میانه برگردانده شده بوده‌است. تواریخ از دستور امیر عبدالله بن طاهر فرماندار خراسان در دوران عباسیان، برای به آب انداختن نسخه‌ای از آن اشاره می‌کنند.
اثر عنصری برای مدت‌ها، حتی به اذعان جامی، مفقود شده بود. تا اینکه در پاکستان محمد شفیع، ۳۷۲ بیت از این مثنوی را در چند برگ لابلای کتابی دربارهٔ وقف در قرآن، پیدا کرد و با ضمیمه کردن ۱۴۲ بیت دیگر از اشعار پراکنده که در فرهنگ‌ها آمده بود و سعید نفیسی آنها را در اختیار وی قرار داد، به طبع آن پرداخت. سعدی نیز در غزل ۶۱۳ و غزل ۴ خود از این داستان نام می‌برد.

## چکیده داستان
عذرا، دختر پادشاهِ جزیره‌یِ شامس (Samos), در معبد شهر، به جوان زیبارویی به نام وامق برمی‌خورد که از ترس نامادری خود به شامس گریخته‌است. به وساطت عذرا، وامق میهمان دربار ملک می‌شود؛ از او در بزمی پرسش‌ها می‌شود و توانایی‌های او را می‌سنجند. این دو دلباختهٔ هم می‌شوند. شبی از شدت عشق، وامق به نزدیکی سرای عذرا می‌رود، اما تنها آستان در را می‌بوسد و بر می‌گردد. آموزگار عذرا این خبر را به پادشاه می‌دهد و او برمی‌آشوبد میان این دو فراق می‌افتد. دشمنان به تاخت و تاز به شهر می‌پردازند، پادشاه کشته می‌شود و عذرا اسیر. عاقبت بازرگانی که حال عذرا را در می‌یابد، به او قول می‌دهد که او را به وصال وامق برساند. دیدار نخستینِ عذرا و وامق در معبد را عنصری اینگونه می‌سراید:
| نگه کرد بدان روی وامق درنگ |  | کزو خیره شد آن بت آرای گنگ    |
| سر و زلف مشکین او چون گره  |  | فکنده بگل کرده بر بر زره      |
| همی کرد عذرا به وامق نگاه  |  | یکی شاه دید از در و گاه       |
| دل هر دو برنا برآمد بجوش   |  | تو گفتی تهی ماند جانشان ز هوش |
| ز دیدار خیزد همه رستخیز    |  | بر آید بمغز آتش مهر تیز       |

## ریشه یونانی
تمام اعلام، نام‌های افراد و اماکن، بجز دو فرد اصلی داستان، پارسی شدهٔ اسامی یونانی هستند. با بررسی پاپیروس‌ها و کتیبه‌های یونان باستان، پژوهشگران از جمله بو اوتاس وامق و عذرا را با متیوخوس و پارتنوپ (به انگلیسی: Metiochus and Parthenope) تطبیق داده‌اند.

## قتیلی بخارایی
این منظومه عاشقانه که توسط قتیلی بخارایی شاعر قرن دهم هجری و از شاعران دربار عبدالعزیزخان ازبک در دوران جوانی به تشویق ظهیرالدین ابراهیم خان بن جهانگیر عموزاده یعقوب آق قویونلو در ۵۵۷۳ بیت به رشته نظم کشیده شده و به ممدوح خود سلطان یعقوب تقدیم داشته‌است. قتیلی در سرودن مثنوی وامق و عذرا از نظامی گنجوی پیروی کرده و منظومه خود را به سبک عراقی و در بحر لیلی و مجنون سروده‌است.
با توجه به ابیات متن منظومه، قتیلی به هنگام سرودن آن، منظومه وامق و عذرای عنصری را در دست نداشته؛ زیرا اشاره او به شنیدن افسانه از زبان روایتگران است و تنها نام وامق و عذرا و سایه‌ای مبهم از برخی رویدادها می‌تواند برگرفته افسانه گویان از سروده عنصری باشد. اما آشکار است که زمان، مکان، شخصیت‌ها، و روند داستان و … با منظومه عنصری تفاوت دارد.